# Stretford
Stretford ist eine historische Marktstadt und Siedlung im Nordwesten Englands und Teil des Metropolitan County Greater Manchester. Sie liegt auf flachem Boden zwischen dem Fluss Mersey und dem Manchester Ship Canal, 3,8 Meilen (6,1 km) südwestlich vom Stadtzentrum von Manchester, 3,0 Meilen (4,8 km) südlich von Salford und 4,2 Meilen (6,8 km) nordöstlich von Altrincham. Stretford grenzt im Osten an Chorlton-cum-Hardy, im Westen an Urmston, im Norden an Salford und im Süden an Sale. Der Bridgewater-Kanal durchschneidet die Stadt. Die vier Wards, aus denen die Stadt besteht, hatten 2011 eine Einwohnerzahl von ca. 47.000 Menschen.
Innerhalb der Grenzen der historischen Grafschaft Lancashire war Stretford im 19. Jahrhundert ein landwirtschaftliches Dorf, das aufgrund der großen Anzahl von Schweinen, die für den Markt in Manchester produziert wurden, als Porkhampton bekannt war. Es war auch ein ausgedehntes Gemüseanbaugebiet, das bis 1845 jede Woche mehr als 500 Tonnen Gemüse für den Verkauf in Manchester produzierte. Der Bau des Manchester Ship Canal im Jahr 1894 und die anschließende Entwicklung des Industriegebiets Trafford Park beschleunigten die Industrialisierung, die im späten 19. Jahrhundert begonnen hatte. Bis 2001 war weniger als ein Prozent der Bevölkerung von Stretford in der Landwirtschaft beschäftigt.
Stretford ist seit 1910 die Heimat des Manchester United Football Club und seit 1864 des Lancashire County Cricket Club. Stretford verfügt mit dem Trafford Park über ein eigenes Industriegebiet, welches Ende des 19. Jahrhunderts errichtet wurde und zu den ältesten geplanten Industrieparks gehört. Bis 1974 war Stretford eine eigenständige Stadt, seither ist es ein Teil des Metropolitan Borough Trafford.

## Persönlichkeiten
- John Holker (1719–1786), Tuchfabrikant, exilierter Offizier der Jakobiten und Industriespion für Frankreich
- Walter Baldwin Spencer (1860–1929), Biologe, Anthropologe und Ethnologe
- Robert Marsland Groves (1880–1920), Offizier
- William Scott (1884–1931), Langstreckenläufer
- Tony Lloyd (1950–2024), Politiker
- Ian Curtis (1956–1980), Musiker
- John Sheridan (* 1964), Fußballspieler
- Jay Kay (* 1969), Musiker
- Rebecca Long-Bailey (* 1979), Politikerin